# Victory over Japan Day
Victory over Japan Day – "V-J Day" (pobjeda nad Japanom) je dan kada je Japan kapitulirao u Drugom svjetskom ratu, time je i završio Drugi svjetski rat. Uvjet je bio primijenjen na obadvije strane na koji će se dan Japan predat – u poslijepodnevno vrijeme, 15. kolovoza 1945 u Japanu zbog razlike u vremenskoj zoni, 14. kolovoza 1945 (kada je najavljeno u SAD-u) – kao i 2. rujna 1945 kada su potpisani dokumenti za predaju. Službeno završavajući Drugi svjetski rat.
15. kolovoz je službeni dan za "V-J Day" za Ujedinjeno Kraljevstvo, dok je za SAD 2. rujan. Ime su izabrali Saveznici nakon što su dali ime za pobjedu u Europi "V-E Day".
2. rujna 1945, ceremonija predaje je odvijena u Tokijevskom zaljevu na brodu USS Missouri, u Japanu. Par mjeseci nakon predaje Nacističke Njemačke.

## Predaja

### Događaji prije pobjede nad Japanom (V-J Day)
6 i 7 kolovoza 1945. Sjedinjene Američke Države su bacile atomske bombe na Hirošimu i Nagasaki. 9 kolovoza, Sovjetski Savez objavljuje rat Japanu. Japanska vlada 10. kolovoza je priopćila svoju namjeru za predaju pod Potsdamovom deklaracijom.
Novosti Japanske ponude je bila dovoljna da počnu rane proslave diljem svijeta. u Chunkingu, Kinezi su pucali petarde i "zamalo zakopali Amerikance u znaku zahvalnosti". u Manili stanovnici su pjevali "God Bless America". u Okinawi, šestero ljudi je ubijeno i dosta ozljeđeno kada su američki vojnici "uzeli svaku pušku koja im je bila pri ruci i pucali u zrak" da slave; američki brodovi su počeli pucat protuzračnim topovima misleći da su ih napali kamikaze.

### Slavlje
u Washingtonu 14. kolovoza 1945 predsjednik Harry S. Truman je objavio novosti o predaji Japana, na konferenciji novinara u Bijeloj kući: "...Ovo je dan kojega smo svi čekali od Pearl Harbora. Ovo je dan kada fašizam napokon umire,kao što smo to uvijek znali."

Fotografije (V-J Day) sa slavlja u SAD-u i ostalog dijela svijeta, odražavala je neodoljiv osjećaj olakšanja i uzbuđenja koji su građani Saveznika osjećali.
- Gomila ljudi slave pobjedu nad Japanom (V-J Day) na Time Squeru
- Gomila ljudi slavi u Shanghai pobjedu nad Japanom
- Građani iz Oak Ridge, Tennessee slave pobjedu nad Japanom

### V-J Day tokom godina
Mnoge proslave V-J dana su propale zbog zabrinutosti o njihovoj uvrijednosti Japanu, kao i osjećaje prema nuklearnom uništenju Hirošime i Nagasakija.
1995, tokom 50. obljetnice kraja Drugog svjetskog rata, tadašnji Predsjednik Bill Clinton se nije obratio V-J danu nego "..kraju rata na Pacifiku".

### Slavna fotografija
Jedna od najpoznatijih poljubaca koji se dogodio na taj dan na Times Square u New Yorku, jedna od najpoznatijih slika koje je izdao američki časopis Life. Uslikana je 14. kolovoza 1945., ubrzo nakon objave američkog predsjednika Trumana, ljudi su se počeli skupljati i slaviti zajedno.
Alfred Eisenstaedt je otišao na Times Square da uslika par slika tada je uočio mornara koji je "uhvatio nešto bijelo. Ja sam stajao tamo, i oni su se poljubili. Ja sam uslikao taj trenutak četiri puta" Isti takav trenutak se dogodio na fotografiji Victor Jorgensen-a, objavljeno u New York Times-u. Nekoličina ljudi su utvrdili da su to bili mornar i medicinska sestra. Od tada je utvrđeno da žena na slici bila je Greta Zimmer Friedman i mornar George Mendonça.

### Japanska reakcija
15 i 16. kolovoza neki Japanski vojnici su bili uništeni zbog predaje Japana, i učinili samoubojstvo. Više od 100 Američkih ratnih zarobljenika je bilo ubijeno. U dodatku, puno australskih i britanskih ratnih zatvorenika ubila je u Borneo-u Imperijalna Japanska vojska. U Japanskom logoru Batu Lintang

## Vanjske poveznice
http://www.history.com/topics/world-war-ii/v-j-day
http://www.nationalww2museum.org/learn/education/for-students/ww2-history/at-a-glance/v-j-day.html?referrer=https://www.google.hr/
http://www.historynet.com/v-j-day-1945-the-world-rejoices.htm